# Cecilio Romaña
Cecilio Félix Romaña (1899 – 1997 en Barcelona) fue un médico argentino recordado por describir por primera vez el signo de Romaña. El signo de Romaña es un término médico usado para indicar la inflamación unilateral periorbital sin dolor asociada con la etapa aguda de la enfermedad de Chagas. El signo de Romaña no debe confundirse con un chagoma. 

Foto de Cecilio Romaña en la provincia del Chaco, Argentina, con un conjunto de personas pertenecientes a una comunidad indígena.

Investigó acerca de las enfermedades tropicales desde el año 1930 hasta el año 1960 en el norte de Argentina, particularmente sobre la enfermedad de Chagas. La descripción de su signo epónimo en 1935 permitió el diagnóstico temprano y con menos dificultad de esta enfermedad en áreas endémicas. En 1942 se convirtió en el primer director del Instituto de Medicina Regional en la Universidad Nacional del Nordeste.

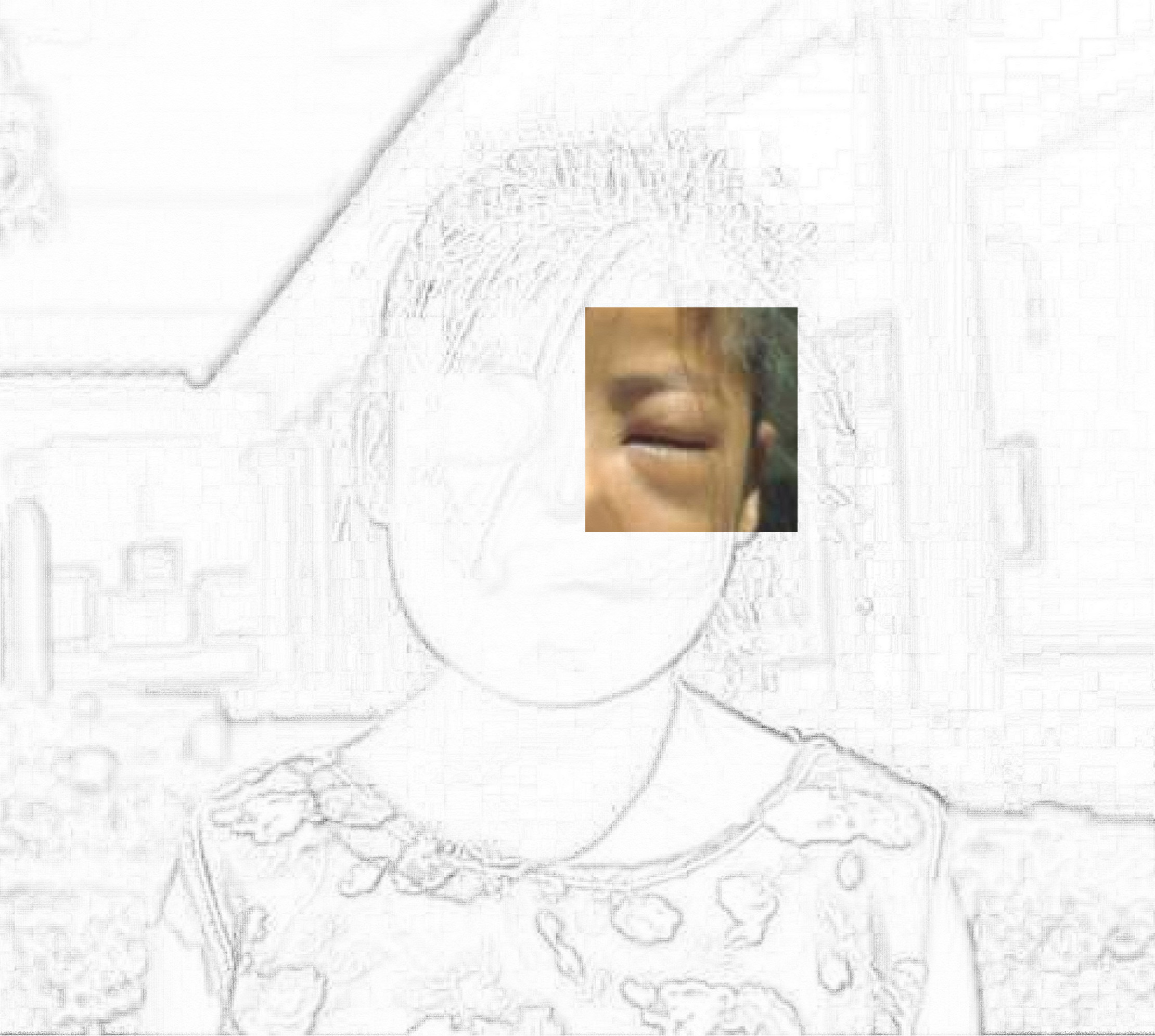
Foto de una niña con signo de Romaña, tomada en los jardines de la Universidad Mayor de San Simón, Bolivia alrededor del año 1980. La imagen fue modificada para mantener el anonimato de la persona fotografiada.